# Bert Moritz
Bert Moritz (Amsterdam, 21 mei 1946), is een Nederlands autocoureur.
Hij rijdt voor Moritz Racing in de Dutch Supercar Challenge SSP1 Klasse met een Marcos Mantis.

## Dutch Supercar Challenge
In 1999 kwam Moritz in actie in de Marcos Mantis Challenge

## Toerwagens
Eerst met een Volvo later met een Alfa, maar in 1973 is hij overgestapt naar de Chevrolet Camaro.
Met deze wagen heeft Moritz in de jaren 80 3× het Nederlands kampioenschap gewonnen: in 1981, 1982 en 1985.
In 19xx is Moritz in een ex Ford Mustang Group A gaan rijden.
Echter na 2 jaar was de klasse Group A vervangen door toerwagens Group N.

## Dakar rally
Ook in de Rallysport is Moritz actief, drie keer heeft hij aan de wereldberoemde Dakar-rally deelgenomen.

## DTM
Ook in de DTM is hij actief geweest met de Chevrolet Camaro.